# Mark Eccleston
Mark Eccleston (* 2. Dezember 1969 in Widnes) ist ein ehemaliger britischer Rollstuhltennisspieler.

## Karriere
Mark Eccleston begann im Alter von 25 Jahren mit dem Rollstuhltennis und startete in der Klasse der Quadriplegiker.
2004 bestritt er in Athen seine ersten und einzigen Paralympischen Spiele. Im Einzel schied er im Viertelfinale gegen Bas van Erp aus. Im Doppel gewann er an der Seite von Peter Norfolk die Silbermedaille, nachdem sie im Endspiel David Wagner und Nick Taylor unterlagen. Im selben Jahr beendete er seine Karriere.
In der Weltrangliste hatte er sowohl im Einzel als auch im Doppel zeitweise die Führung inne. Im Einzel gelang ihm dies erstmals am 11. Februar 2002, im Doppel am 7. April 1998.